# Johannes Becher
Johannes Robert Becher (n. 22 mai 1891, München, Imperiul German – d. 11 octombrie 1958, Berlinul de Est, RDG) a fost un poet, scriitor și om politic din fosta Germanie de Est. A fost membru al Partidului Comunist German din 1919. 
Militant antifascist, în perioada 1935 - 1945 a trăit în emigrație în URSS.
A deținut funcția de președinte al Asociației culturale a RDG (Kulturbundes der DDR) și a fost autorul textului imnului național, "Auferstanden aus Ruinen" ("Ridicați dintre Ruine"), al RDG. În perioada 1954 – 1958 a fost ministrul culturii RDG. Printre lucrările sale se remarcă romanul social-psihologic "Despărțirea" ("Abschied") scris în anul 1940 și tradus în mai multe limbi.

## Opera
- 1913: Idiotul ("Der Idiot");
- 1914: Decădere și triumf ("Verfall und Triumph");
- 1916: Înfrățire ("Verbrüderung");
- 1918: Pean împotriva vremii ("Pean gegen die Zeit");
- 1918: Ritmurile mașinilor ("Maschinenrhythmen");
- 1919: Poezie pentru un popor ("Gedichte für ein Volk");
- 1923: Trei imnuri ("Drei Hymnen");
- 1924: La mormântul lui Lenin ("Am Grabe Lenins");
- 1927 - 1928: Orașul flămând ("Die hungrige Stadt");
- 1928: În umbra munților ("Im Schatten der Berge");
- 1940  Despărțirea ("Abschied"), roman;
- 1940: Renaștere ("Wiedergeburt");
- 1942: Bătălia pentru Moscova ("Schlacht um Moskau");
- 1946: Întoarcere ("Heimkehr");
- 1950: Noi poezii populare germane ("Neue deutsche Volkslieder");
- 1951: Fericirea depărtării strălucește aproape ("Glück der Ferne, leuchtend nah");
- 1952: Frumoasa patrie germană ("Schöne deutsche Heimat");
- 1953: La moartea lui I.V. Stalin ("Zum Tode J. W. Stalins");
- 1955: Puterea poeziei ("Macht der Poesie");
- 1957: Principiul poetic ("Das poetische Prinzip").

Becher a editat revista Internationale Literatur - Deutsche Blätter.